# Orde van Militaire Verdienste (Uruguay)
De Militaire Verdienste van Uruguay, in het Spaans "Orden Militar al Mérito Tenientes de Artigas"geheten, werd in 1980 ingesteld. De orde kreeg de in het internationale protocol gebruikelijke indeling in vijf graden. Men verleent de orde binnen de krijgsmacht van Uruguay.
De naam "tenientes de Artigas" oftewel "krijgsmakkers van Artigas" verwijst naar de 19e-eeuwse vrijheidsstrijder José Gervasio Artigas.
- Grootkruis
- Grootofficier
- Commandeur
- Officier
- Ridder

Het kruis is een blauw Kruis pattée met een gouden of zilveren ster in het midden. Het lint is rood met een brede wit-blauwe bies.